# Sandakan
Sandakan est une ville de l'État de Sabah, en Malaisie. Elle est située au nord-est de l'île de Bornéo, en Malaisie orientale, à 1 845 km à l'est de Kuala Lumpur. En croissance rapide, sa population, qui s'élevait à 275 375 habitants au recensement de 2000, est estimée à 479 000 habitants en 2009.

## Histoire
Au début des années 1870, la côte orientale de Sabah était sous le contrôle du sultan de Sulu, qui avait également autorité sur ce qui est aujourd'hui le sud des Philippines. La première colonie européenne fut fondée par William Clarke Cowie, un trafiquant d'armes écossais originaire de Glasgow, qui reçut l'autorisation du sultan d'établir un poste commercial. Cowie appela son établissement Sandakan, qui, dans la langue tausug (Sulu), signifie « le lieu qui a été mis en gage », mais il devint vite connu comme le « Kampung allemand » en raison du grand nombre d'Allemands qui s'y étaient établis. Le village fut inclus dans le bail que le consul austro-hongrois baron von Overbeck obtint du sultan de Sulu, en 1878. Le bail fut ensuite acheté par le partenaire britannique de von Overbeck, Alfred Dent, puis le Kampong allemand fut accidentellement rasé le 15 juin 1879. Le nouveau résident britannique, William Burges Pryer, décida de ne pas reconstruire le village, mais de s'établir à ce qui s'appelle aujourd'hui Sim Sim Buli, le 21 juin 1879. Il nomma ce nouvel établissement Elopura, ce qui signifie « belle ville », mais quelques années plus tard, il fut renommé Sandakan. Le nom d'Elopura fait toujours référence à une partie de Sandakan.
En 1883, la capitale de la North Borneo Chartered Company fut transférée de Kudat à Sandakan. Au milieu des années 1930, l'exportation du bois de Sandakan atteignit le chiffre record de 180 000 mètres cubes, ce qui en faisait le premier port d'exportation de bois tropicaux dans le monde. Au plus fort du boom du bois, Sandakan prétendait avoir la plus forte concentration de millionnaires sur Terre.
L'occupation japonaise de Sandakan pendant la Seconde Guerre mondiale débuta le 19 janvier 1942 et dura jusqu'à sa libération par une brigade de la 9e division australienne, le 19 octobre 1945. L'administration japonaise rétablit le nom Elopura pour la ville. Pendant l'occupation, les Japonais organisèrent les Marches de la mort de Sandakan, au cours desquelles environ 2 400 prisonniers de guerre durent parcourir 260 km de Sandakan jusqu'à la ville de Ranau, à l'intérieur des terres. Les prisonniers qui n'étaient pas morts en route furent entassés dans des baraques insalubres et la plupart de ces survivants moururent de dysenterie ou furent tués par des gardiens. À la fin de la guerre, Sandakan était totalement détruite, en partie par les bombardements alliés et en partie par les Japonais. En conséquence, lorsque le Nord de Bornéo devint une colonie de la Couronne britannique en 1946, sa capitale fut transférée à Jesselton, aujourd'hui connue sous le nom de Kota Kinabalu.
Sandakan reste le deuxième plus important port de Sabah, après Kota Kinabalu, en particulier pour l'huile de palme, le tabac, le cacao, le café, le chanvre de Manille et le sagou. Sandakan est aussi l'une des villes les plus animées de Malaisie orientale. L'industrie du bois autrefois dominante est aujourd'hui relativement faible. Le tourisme pourrait prendre une place de plus en plus importante dans l'avenir de la ville.
Au cours des dernières années, les entreprises ont déplacé leurs activités loin du centre-ville vers les banlieues en raison de la présence d'immigrants illégaux dans le centre-ville. En janvier 2003, le « Sandakan Harbour Square », un projet de renouvellement urbain, a été lancé afin de refaire du centre-ville le centre du commerce de Sandakan. Il comprendra un nouveau marché central, un marché aux poissons, un centre commercial et des hôtels. Il doit être construit en trois phases distinctes devant s'achever en 2010.
Les habitants de Sandakan souffrent de graves problèmes d'approvisionnement en électricité et en eau depuis plusieurs décennies. Ces problèmes n'ont jamais été résolus malgré les promesses réitérées à chaque élection. Les coupures d'électricité se produisent souvent quand il y a un orage ou de fortes pluies et affectent la plus grande partie de Sandakan, y compris l'hôpital public.

## Tourisme
Sandakan est connue pour sa fonction touristique, notamment en éco-tourisme avec plusieurs réserves pour animaux protégés (Sepilok Orang-outan, parc national des iles à tortues) situés à proximité. 

## Galerie

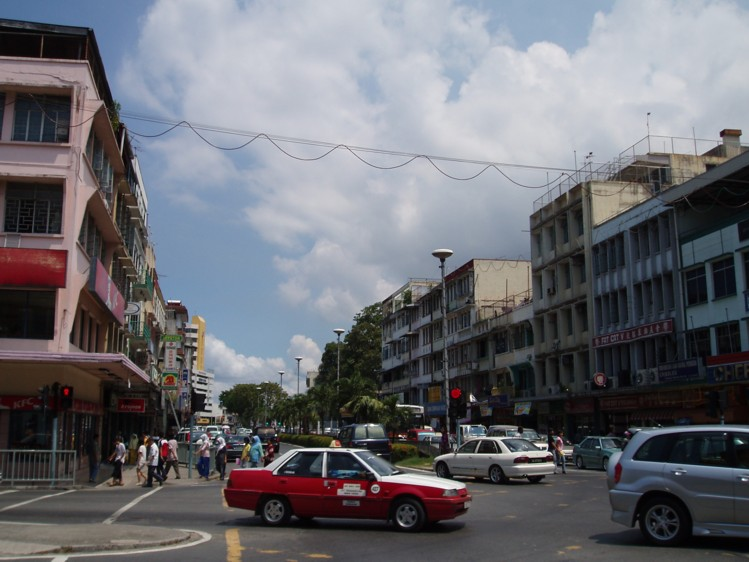
Troisième Avenue, Sandakan
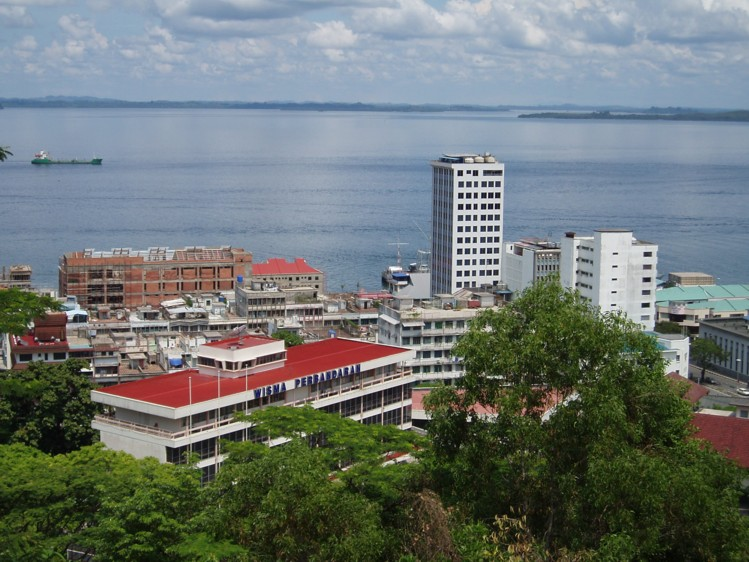
Vue sur Sandakan
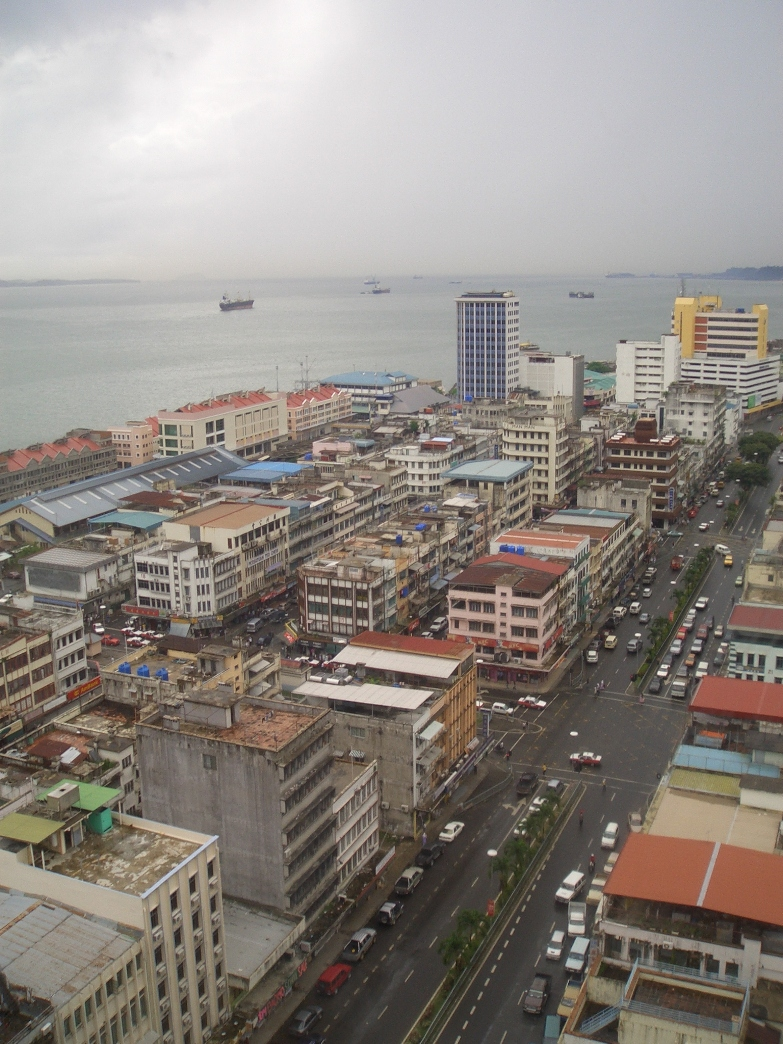
Centre de Sandakan
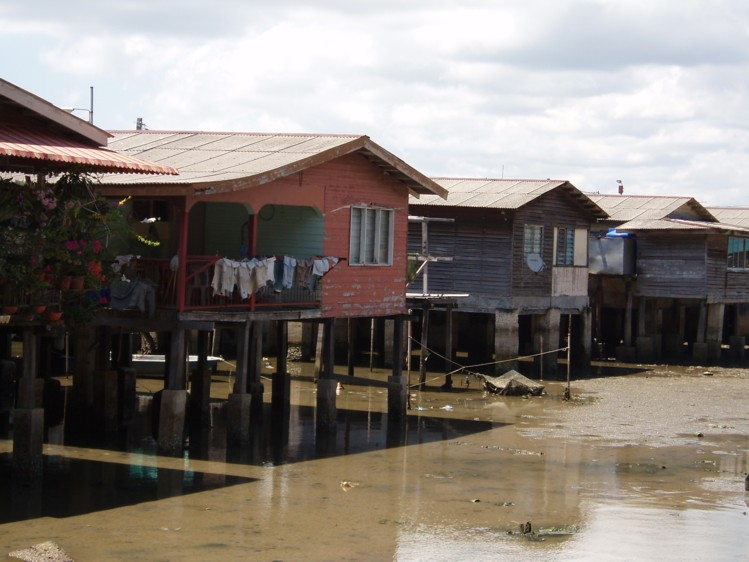
Quartier côtier de Sandakan

## Source
- (en) Cet article est partiellement ou en totalité issu de l’article de Wikipédia en anglais intitulé « Sandakan » (voir la liste des auteurs).